# 伊勢市立宮山小学校
伊勢市立宮山小学校（いせしりつ みややましょうがっこう）は、三重県伊勢市旭町にある公立小学校。

## 概要
- 以下は2001年（平成13年）度時のデータ
- 校地面積：12,996m2
- 構成
  - 校舎：3階建、面積 2,215m2
  - 運動場：面積 5,200m2
  - 体育館：面積 680m2
  - プール：面積 894.13m2、水槽面積 350m2
- 近年、学校周辺に団地が造成され児童数が増加、教室不足を補うために校舎を増築している。

## 沿革
- 1877年2月 - 前山は地区役場で学校を創立。下等科が置かれる。
- 1882年に勢田、藤里、旭は連合して中山寺に六合学校を設立したが、後に宇治山田町の明倫学校に委託される。
- 1887年4月 - 前山の学校は小学簡易科授業所となる。
- 1892年4月 - 前山の小学簡易科授業所が修業3ヵ年の尋常小学校となる。
- 1898年4月 - 前山の尋常小学校の修業年限が4ヵ年となる。
- 1909年4月 - 前山の尋常小学校が自然廃校となり、他地区と同様に宇治山田市の明倫学校に委託される。
- 1920年7月 - 宮山尋常小学校が創立する。
- 1929年12月 - 農業補習学校を併置する。
- 1935年7月 - 農業補習学校を農業青年学校に改称する。
- 1941年4月 - 国民学校令の施行に伴い、宮本村宮山国民学校と改称する。高等科を併設する。
- 1943年12月 - 宮本村が宇治山田市に編入されるのに伴い、宇治山田市宮山国民学校と改称する。
- 1945年7月29日 - 宇治山田空襲により、校舎が全焼する[1]。
- 1946年12月 - 校舎が落成する。
- 1947年4月 - 学校教育法の施行に伴い、宇治山田市立宮山小学校と改称する。
- 1955年1月 - 市名改称に伴い、伊勢市立宮山小学校と改称する。
- 1963年4月 - 5学級編制。
- 1966年4月 - 6学級編制、校舎を拡張する。
- 1976年12月 - 新校舎建築の起工式を挙行する。
- 1977年8月 - 新校舎の落成式を挙行する。
- 1981年3月 - 体育館の落成式を挙行する。
- 1992年8月 - プールが完成する。
- 1996年4月 - 10学級編制、プレハブ校舎を仮設する。
- 1996年5月 - 増築校舎の起工式を挙行する。
- 1996年12月 - 増築校舎の完成竣工式を挙行する。
- 2004年頃 - 校舎を増築する。
- 2005年4月 - 3学期制から2学期制に移行する。
- 2009年頃 - 周りのフェンスを拡大する。

## 周辺
- 伊勢やすらぎ公園
- みややま保育園

## 交通アクセス
- 伊勢自動車道 伊勢西インターチェンジから約2km。
- 伊勢市コミュニティバス（おかげバス） 辻久留・藤里ルート 「宮山小学校前」バス停下車、徒歩5分。